# Kakara Ibi
Kakara Ibi je bio egipatski faraon osme dinastije. Njegovo kraljevsko, vladarsko ime znači "snažna je Raova duša". Ibi je jednostavno ime.
Njegova se piramida nalazi u Sakari. 
Spomenut je na Abidskom i Torinskom popisu kraljeva.
Vladao je dvije godine, jedan mjesec i jedan dan.